# Pianoconcert nr. 4 (Mozart)
Pianoconcert nr. 4 in G majeur, KV 41, is een pianoconcert van Wolfgang Amadeus Mozart. Het concert, samen met pianoconcert nr. 1, 2 en 3, stond lang bekend als door Mozart zelf gecomponeerd. Nu is duidelijk dat het een orkestratie is van sonates van verschillende Duitse componisten. Mozart voltooide het stuk in juli 1767.

## Orkestratie
Het pianoconcert is geschreven voor:
- Twee fluiten
- Twee hoorns
- Pianoforte
- Strijkers

## Onderdelen
Het pianoconcert bestaat uit drie delen:
1. Allegro
2. Andante
3. Molto allegro